# Jerzy Hawrylewicz
Jerzy Hawrylewicz (* 22. Dezember 1958 in Stettin; † 13. Februar 2009 in Westerstede) war ein polnischer Fußballspieler.

## Leben
Jerzy Hawrylewicz spielte in verschiedenen Vereinen seiner Heimatstadt Stettin und wurde 1985 mit seinem damaligen Verein Pogoń Stettin polnischer Vizemeister. Er setzte sich aus dem kommunistischen Polen ab und kam in der Winterpause der Saison 1987/88 zum VfB Oldenburg in die Amateur-Oberliga Nord. Dort wurde er mit 15 Treffern bei 32 Einsätzen erfolgreichster Torschütze der Mannschaft und schaffte im Jahr 1990 den Aufstieg in die 2. Fußball-Bundesliga.
In der 2. Bundesliga kam er insgesamt zu elf Einsätzen. Bei einem Einsatz in der zweiten Herrenmannschaft am 20. April 1992 erlitt der damals 33-Jährige während des Spiels gegen den Hannoverschen SC auf dem Platz einen Herzinfarkt und musste von Trainer Klaus-Peter Nemet reanimiert werden. Sein Gehirn wurde bei dem Herzstillstand für wenige Minuten mit Sauerstoff unterversorgt und nahm dadurch großen Schaden, woraufhin er zeitlebens am Apallischen Syndrom litt.
1995 wurde er aus der Rehabilitationsklinik entlassen und seitdem von seiner Frau Ewa gepflegt. Für Hawrylewicz hatte es seitdem einige Benefiz-Veranstaltungen gegeben. Neben alten und neuen Spielern des VfB Oldenburg hatten sich insbesondere der polnische Boxweltmeister Dariusz Michalczewski und der FC Bayern München für ihn eingesetzt.
Jerzy Hawrylewicz starb im Alter von 50 Jahren und hinterließ seine Ehefrau und drei Kinder.